# بغية الملتمس في تاريخ رجال أهل الأندلس
بغية الملتمس في تاريخ رجال أهل الأندلس أحد مصنفات ابن عميرة الضبي المتوفى سنة 1202م، ويتناول تراجم رجال الأندلس ويذكر أيضا نساء الأندلس، ذاكرًا فيه مقدمة في تاريخ الأندلس من فتحها إلى سنة 92 هجري وولاية هشام المعتد بالله. وشمل تراجم للأعلام من رواة الحديث، والفقهاء، وأهل الأدب والشعر من بداية الفتح إلى سنة وفاة المؤلف أو قبلها بقليل.

## طبعات
- طبعة دار الكاتب العربي بالقاهرة سنة 1967 في 574 صفحة.[1]
- طبعة من تحقيق المؤرخ إبراهيم الأبياري، دار الكتاب المصري ودار الكتاب اللبناني الطبعة الأولى سنة 1989 في 734 صفحة[2]
- طبعة دار الكتب العلمية سنة 1997م في 512 صفحة.[3]